# Brie Bella
Brianna Monique Danielson (San Diego, California; 21 de noviembre de 1983) es una luchadora profesional 
retirada y celebridad de televisión estadounidense, más conocida por su paso en la WWE bajo el nombre de Brie Bella. Apareció con frecuencia junto a su hermana gemela Nikki Bella, formando el dúo The Bella Twins. También fue campeona en una ocasión del WWE Divas Championship.

## Primeros años
Brianna Monique Garcia-Colace nació en San Diego, California, y se crio en una granja en Scottsdale, Arizona. Ella nació dieciséis minutos después de su hermana gemela, Nicole, siendo sus padres Jon Garcia y Kathy Colace. Ella es de ascendencia mexicana e italiana. Entusiastas del fútbol, ella junto con su hermana jugaban para el club de Scottsdale en la escuela primaria. Se graduó de Chaparral High School en 2002. Luego regresó a San Diego para la universidad  y se mudó a Los Ángeles un año después, donde trabajó como camarera en el Hotel Mondrian mientras intentaba encontrar un agente.
Luego comenzó a modelar, actuar y hacer trabajos de promoción. Hizo su primera aparición en la televisión nacional en el programa de Fox, Meet My Folks. Después de esta aparición, las gemelas García fueron contratadas para ser las Mellizas de la Copa Mundial para Budweiser y fueron fotografiadas con el trofeo de la Copa Mundial de Fútbol. Brie y su hermana Nikki fueron concursantes en el «International Body Doubles Twins Search» de 2006. Ambas luego participaron en la WWE Diva Search de 2006, pero no fueron seleccionadas.

## Carrera de lucha profesional

### WWE

#### Florida Championship Wrestling (2007–2008)
Brianna y Nicole firmaron contratos de desarrollo con World Wrestling Entertainment (WWE) en junio de 2007 y fueron asignadas a Florida Championship Wrestling (FCW), el territorio de desarrollo de la WWE en Tampa, Florida. El 15 de septiembre de 2007, las gemelas hicieron su debut en el ring. Apodadas The Bella Twins, derrotaron a Nattie Neidhart y Krissy Vaine con Victoria Crawford como árbitro invitado especial. El dúo comenzó rápidamente una rivalidad guionizada con Neidhart y Crawford, y tuvo una serie de enfrentamientos contra ellas durante octubre de 2007. Como parte de sus personajes en pantalla, cambiaron de lugar detrás de la espalda del árbitro si uno de ellas estaba herida. También ocasionalmente compitieron en combates mixtos por equipos, luchando con luchadores masculinos como Kofi Kingston y Robert Anthony. También hicieron algunas apariciones en lucha libre en el segmento promocional Happy Hour de Heath Slater.
A partir de diciembre de 2007, administraron Derrick Linkin, pero esta historia se truncó cuando Linkin fue lanzado en enero de 2008. Luego reanudaron su enemistad con Neidhart y Crawford, luchando durante gran parte de 2008. Después de que Neidhart fuera convocada a la lista de la WWE en abril de 2008, Milena Roucka tomó su lugar en la disputa. Las gemelas también compitieron en concursos de bikinis y lucharon contra otros competidores, incluidos Katie Lea Burchill y Daisy. Su última aparición en el FCW fue el 2 de septiembre, cuando compitieron en una batalla real de Divas ganada por Miss Angela.

#### The Bella Twins (2008–2011)
En el episodio del 29 de agosto de 2008 de SmackDown, Brianna debutó como Brie Bella y derrotó a Victoria. Rápidamente comenzó una rivalidad guionizada con Victoria y su cómplice, Natalya, y tuvo una serie de enfrentamientos contra ellas. En cada combate, Brie saldría del ring y se iría por debajo, emergiendo y apareciendo, para luego ganar el combate. En el episodio del 31 de octubre de SmackDown, cuando Brie se metió debajo del ring, Victoria la agarró por las piernas, pero un segundo par de piernas la pateó, implicando que había alguien debajo del ring. La semana siguiente en SmackDown, Brie obtuvo una victoria contra Victoria y luego corrió debajo del ring para escapar, pero Victoria y Natalya alcanzaron a Brie debajo del ring, lo que resultó en que Nicole y Brie fueran descubiertas. Las gemelas las atacaron y celebraron después. Nicole fue presentada como Nikki Bella. Las gemelas tuvieron su primer partido oficial como equipo en el episodio del 21 de noviembre de SmackDown, derrotando a Victoria y Natalya. Continuaron compitiendo en partidos de equipo durante los siguientes meses.

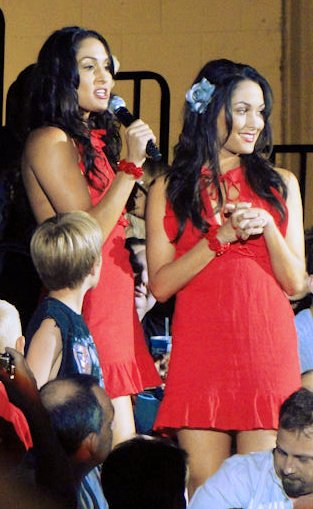
Durante su primera etapa con WWE, ambas gemelas solían vestirse con atuendos similares, como se ve aquí.

A partir de noviembre, los gemelos desarrollaron una relación en pantalla con The Colóns (Carlito y Primo), apareciendo en numerosos segmentos detrás del escenario con ellos y acompañándolos al ring. En febrero de 2009, la historia se expandió para incluir a John Morrison & The Miz, quienes coquetearon con las Bellas y las llevaron a una cita para el día de San Valentín. La cita provocó una rivalidad entre los equipos de The Miz & Morrison y Primo & Carlito, con los cuatro compitiendo por el afecto de las gemelas, quienes aparentemente no podían elegir entre ellos. El 17 de marzo en ECW, Carlito y Primo, apuntando a Morrison y The Miz, accidentalmente lanzaron manzanas en la cara de Brie. Nikki comenzó a reírse de la desgracia de Brie, y estalló una pelea entre las das, lo que llevó a Nikki a irse con The Miz y Morrison, mientras que Brie se quedó con Primo y Carlito. Brie ganó su primer combate contra Nikki en un combate interpersonal por equipos de seis personas en SmackDown la semana siguiente, pero fue derrotada por su vil hermana en su primer combate individual en la edición del 31 de marzo de ECW, después de una distracción de Morrison y The Miz.
El 15 de abril de 2009, The Bella Twins fueron reclutados para la marca Raw como parte del draft suplementario de 2009. El 27 de abril, Brie hizo su debut en el ring de Raw  en un combate por equipos de ocho Divas, ganando su equipo. Nikki también hizo una aparición, reuniéndose con su gemela, ya que estaba debajo del ring para ayudar a Brie durante el partido. Nikki hizo su debut en el ring para la marca al mes siguiente en una batalla real, pero fue eliminada por Beth Phoenix.
El 29 de junio de 2009, ambas fueron cambiados a la marca ECW. Regresaron a ECW la noche siguiente en The Abraham Washington Show, como invitadas especiales. Rápidamente desarrollaron una pelea de historia con Katie Lea Burchill, cuando Nikki la derrotó en un partido cambiando de lugar con Brie a espaldas del árbitro. La semana siguiente en Superstars, Brie derrotó a Burchill de una manera similar, y la disputa terminó en septiembre, cuando Nikki derrotó a Burchill en Superstars.
El 12 de octubre, los Bellas fueron intercambiados a Raw como parte de un intercambio de Divas de tres marcas, donde aparecieron predominantemente en segmentos detrás del escenario con las estrellas invitadas semanales y solo ocasionalmente competían en partidos. El 4 de enero de 2010, episodio de Raw, Brie participó en un torneo para una vacante en el Divas Championship, pero perdió ante Maryse en la primera ronda, cuando un cambio resultó en que Nikki fuera inmovilizada. En junio de 2010, desarrollaron una enemistad con Jillian Hall, cuando Brie la derrotó después de cambiar de lugar con Nikki. La semana siguiente, Nikki derrotó a Hall después de cambiar con Brie. La disputa se exacerbó cuando las Bellas se desempeñaron como árbitro invitado especial durante uno de los partidos de Hall. Durante el partido, Hall atacó a las dos gemelas, pero perdió el partido cuando Nikki hizo un conteo rápido, lo que le permitió ser atrapada por Gail Kim. La siguiente semana en Superstars, las gemelas derrotaron a Hall y Maryse en un combate de equipo para terminar la historia.
El 31 de agosto, The Bella Twins anunciaron que serían parte de la tercera temporada femenina de NXT, asesorando a Jamie. Jamie fue la primera Diva novata eliminada en el episodio del 5 de octubre de NXT. En noviembre, las gemelas comenzaron una historia con Daniel Bryan, cuando Brie lo acompañó al ring para su combate. Después de su victoria, Nikki salió corriendo y las dos lucharon por el afecto de Bryan, hasta que él las separó y las hizo abrazarse. Comenzaron a tratar con Bryan y con frecuencia lo acompañaron al ring durante los siguientes dos meses. En enero de 2011, ambas Bellas se convirtieron en villanas cuando descubrieron a Bryan besando a Gail Kim en el backstage y la agredieron. Continuaron atacando a Kim, tanto en el Royal Rumble como en Raw, y el 7 de febrero se unieron con Melina en una lucha la cual perdieron contra Kim, Eve Torres y Tamina.

#### Divas Champion (2011–2012)
Las Bellas comenzaron a pelear con Eve Torres  después de que aparecieron como leñadoras durante un partido del Divas Championship entre Torres y Natalya en el episodio del 14 de febrero de Raw. Después del partido, atacaron a Torres en el backstage antes de que Gail Kim y Natalya las detuvieran. La siguiente semana, las gemelas derrotaron a Torres y Kim en un combate por parejas. La semana siguiente, Nikki ganó una batalla real para convertirse en la contendiente número uno para el Divas Championship, y desafió sin éxito a Torres por el campeonato el 7 de marzo.
El 11 de abril, Brie venció a Torres y ganó el Divas Championship, siendo la primera vez en que una de las gemelas había ganado un campeonato en la WWE. Brie defendió con éxito su título contra Kelly Kelly en Over the Limit, después de cambiar de lugar con Nikki. En un episodio especial de "Power to the People" de Raw el 20 de junio, Brie defendió su título contra Kelly, quien fue seleccionada por los votantes. Kelly luego derrotó a Brie y ganó el campeonato. El 17 de julio, Brie desafió a Kelly por el campeonato en una revancha en Money in the Bank, pero no pudo ganar.
Las gemelas pasaron la mayor parte del resto del año en combates de equipo, enfrentando regularmente a Kelly y Torres. Las Bellas comenzaron a mostrar fricción por segunda vez desde que se unieron a la WWE en marzo de 2012, luego de que ambas perdieran ante AJ Lee en una competencia de solos. Después del combate de Brie con Lee, Nikki reveló que Brie estaba apoyando al Team Johnny en el combate por equipos de 12 hombres en WrestleMania XXVIII, mientras que Nikki apoyaba al Team Teddy, lo que aumentó su disensión.
En el episodio del 6 de abril de SmackDown, Nikki derrotó a la campeona del Divas Championship, Beth Phoenix, en una pelea sin título, luego de que Kelly Kelly distrajera a Phoenix. El 23 de abril, Nikki derrotó a Phoenix en un combate de leñadoras en Raw para ganar el campeonato por primera vez. Brie perdió el campeonato de Nikki ante Layla at Extreme Rules después del que Twin Magic falló, terminando su reinado después de solo una semana. La noche siguiente en Raw, compitieron en su último partido con la WWE, sin poder recuperar el título de Layla en un partido triple. Más tarde esa noche, la WWE anunció en su sitio web que las gemelas habían sido despedidas por la administradora ejecutiva, Eve Torres.

### Circuito independiente (2012-2013)
El 1 de mayo de 2012, las gemelas aparecieron en su primer show de lucha independiente en Newburgh, Nueva York en Northeast Wrestling. Luego aparecieron para CTWE Pro Wrestling en el pago por evento de Season Beatings el 15 de diciembre, cada uno acompañando a un luchador diferente al ring.

### Regreso a la WWE

#### Total Divas(2013–2014)

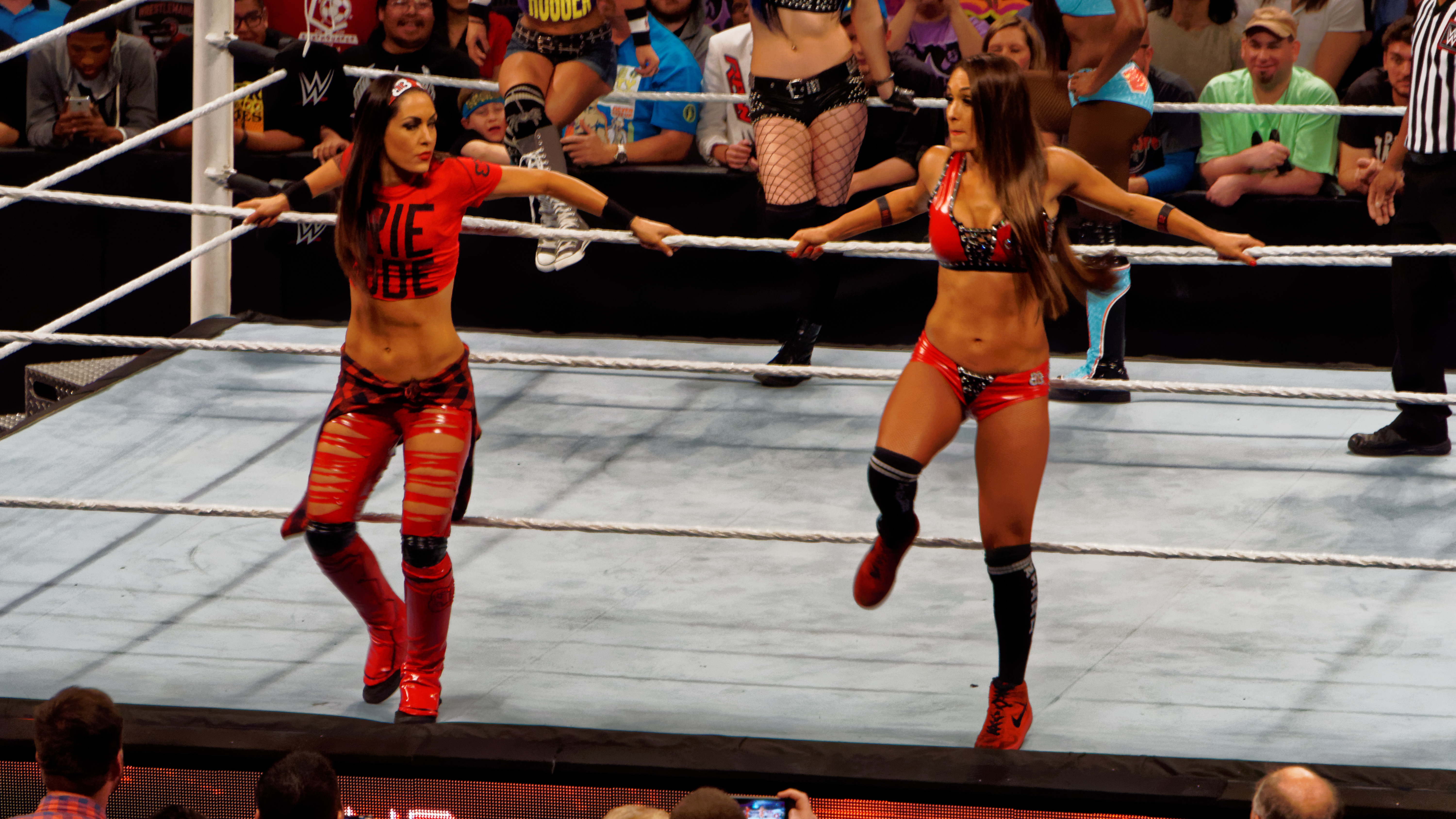
Después de regresar WWE, las gemelas comenzaron a vestirse con atuendos diferentes, como se ve aquí.

Las Bella Twins regresaron a la WWE el 11 de marzo de 2013, episodio de Raw en un segmento tras bambalinas con el Team Rhodes Scholars (Cody Rhodes y Damien Sandow). En el episodio del 15 de marzo de SmackDown, las gemelas atacaron a The Funkadactyls (Cameron y Naomi), y la semana siguiente interfirieron en partidos entre el Team Rhodes Scholars y Brodus Clay y Tensai, pero fueron atacadas por The Funkadactyls. Las gemelas regresaron al ring enfrentando y derrotando a The Funkadactyls en el episodio del 27 de marzo del Main Event después de la interferencia de Cody Rhodes, y también las derrotaron en Raw cinco días después. Las Bella Twins estaban programados para participar en un combate de equipo de ocho personas con Team Rhodes Scholars contra Tons of Funk (Clay and Tensai) y The Funkadactyls en WrestleMania 29, pero el combate se canceló debido a restricciones de tiempo, y en su lugar tuvo lugar la noche siguiente en Raw, donde las Bella Twins y Team Rhodes Scollars fueron derrotados. Las gemelas continuaron su enemistad con The Funkadactyls a lo largo de abril, derrotándolos en el tag team estándar, y en los partidos de tag team de seis. En junio, Nikki sufrió una fractura de tibia.
Tras el debut del programa de televisión Total Divas en julio, las Bellas comenzaron a pelear con su coprotagonista en el programa, Natalya. Brie y Natalya intercambiaron victorias en la competencia de solos en Raw y SummerSlam. El elenco de Total Divas luego pasó a una pelea con guion con la campeona de Divas, AJ Lee, quien se burló del programa y del elenco, convirtiendo a las Bellas en faces. En Night of Champions, Brie desafió sin éxito a Lee por el Divas Championship en un partido a cuatro bandas, que también involucró a Natalya y Naomi. Después del compromiso de Brie en la vida real con Daniel Bryan, su relación comenzó a ser reconocida en la televisión de la WWE. Continuando con su enemistad hasta octubre, Brie y AJ Lee se enfrentaron en el Battleground de Hell in a Cell para el Divas Championship, pero Brie no tuvo éxito. Nikki volvió a la acción dentro del ring en el episodio del 25 de octubre de SmackDown, perdiendo ante Lee. En Survivor Series el mes siguiente, las gemelas formaron parte del victorioso Team Total Divas. Las gemelas no pudieron ganar el Divas Championship nuevamente en WrestleMania XXX en el partido Divas Invitational, que fue ganado por AJ Lee.

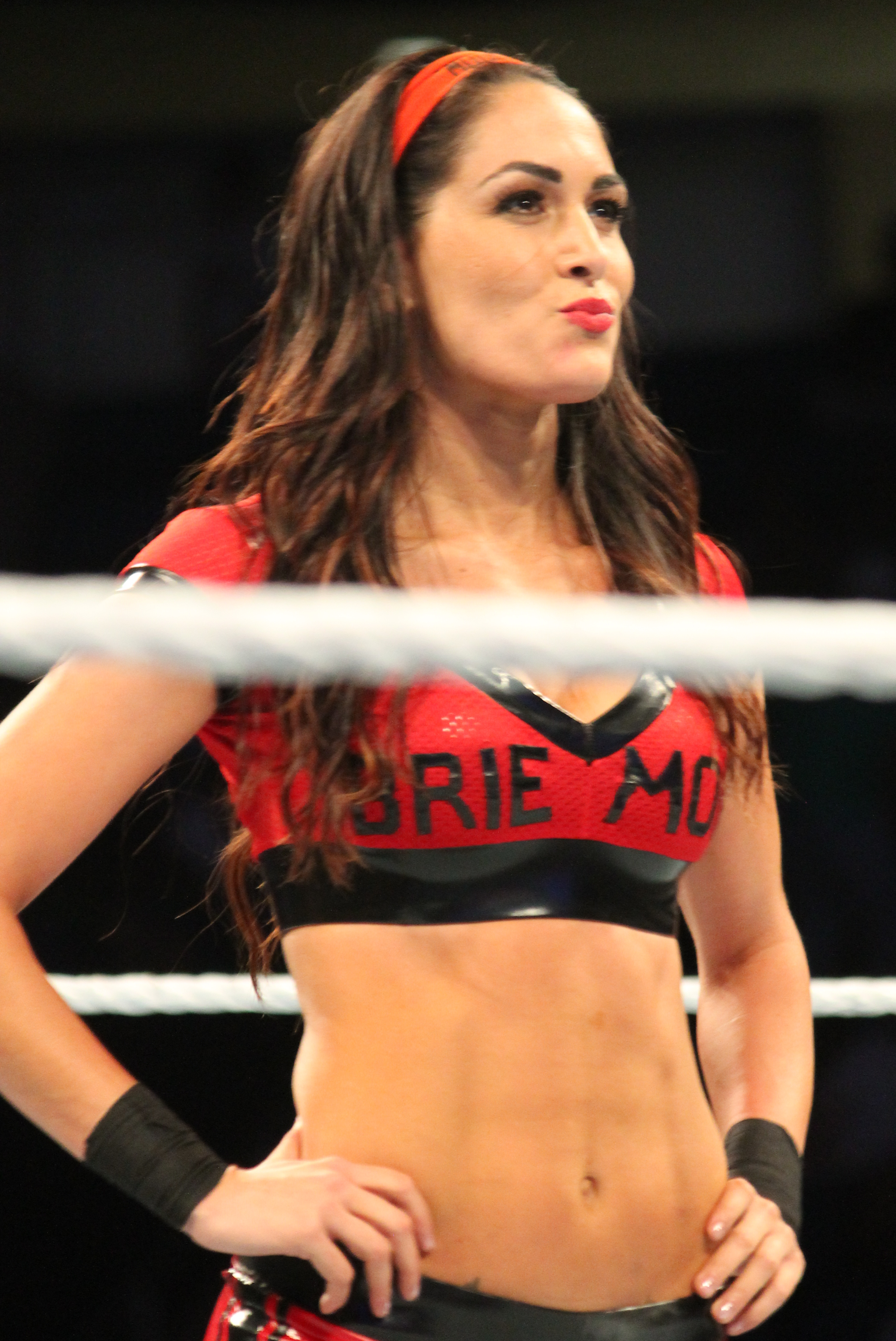
Bella en 2014.

En abril de 2014, Brie se involucró en la historia en curso de su esposo Daniel Bryan con Stephanie McMahon y Kane, donde, como parte de la historia, McMahon amenazó con despedir a Brie si Bryan no renunciaba al WWE World Heavyweight Championship en Payback, lo que obligó a Brie a «abandonar» la WWE antes de abofetear a McMahon en la cara. Luego de que Brie renunció, McMahon puso a Nikki en varios partidos de handicap como castigo. Después de un mes de ausencia, Brie regresó a la WWE television, apareciendo en la multitud el 21 de julio; después de un enfrentamiento, McMahon abofeteó a Brie y fue arrestada posteriormente. Para que Brie retirara los «cargos», fue recontratada y recibió un combate contra McMahon en SummerSlam.
En el pago por evento, Nikki se volvió heel al atacar a Brie, lo que permitió a McMahon ganar el partido. Las siguientes semanas las gemelas pelearon en varios segmentos detrás del escenario y en el ring, incluida una aparición de Jerry Springer en Raw el 8 de septiembre. Como parte de la historia, McMahon declaró a Nikki el rostro de la división WWE Divas y le otorgó un combate en la Night of Champions para el Divas Championship, el cual no pudo ganar. Nikki luego obtuvo permiso para comenzar a obligar a Brie a competir en partidos de handicap, similar a su castigo a manos de McMahon, aunque Brie pudo ganarlos. Esto llevó a un enfrentamiento entre las gemelas en Hell in a Cell, donde el perdedor se vio obligado a convertirse en el asistente personal del ganador durante 30 días, en el que Nikki derrotó a Brie. Cinco días después en SmackDown, Nikki ganó un battle royal de disfraces de Halloween para convertirse en la contendiente número uno para el Divas Championship.

#### Team Bella (2014–2015)
Nikki se enfrentó en un partido por el título contra AJ Lee el 23 de noviembre en Survivor Series, el cual ganó, con la ayuda de Brie, para convertirse en dos veces campeona del Divas Championship. El dúo se había reconciliado en este punto, con Brie también siendo heel en el proceso. Nikki luego retuvo su campeonato en tres ocasiones diferentes: contra Lee en una revancha el 14 de diciembre, en TLC: Tables, Ladders and Chairs, contra Naomi dos días después en SmackDown y contra Paige en Fastlane el 22 de febrero de 2015. Paige y AJ luego formaron una alianza contra las Bellas que condujo a un combate por equipos en WrestleMania 31, donde AJ y Paige salieron victoriosas.

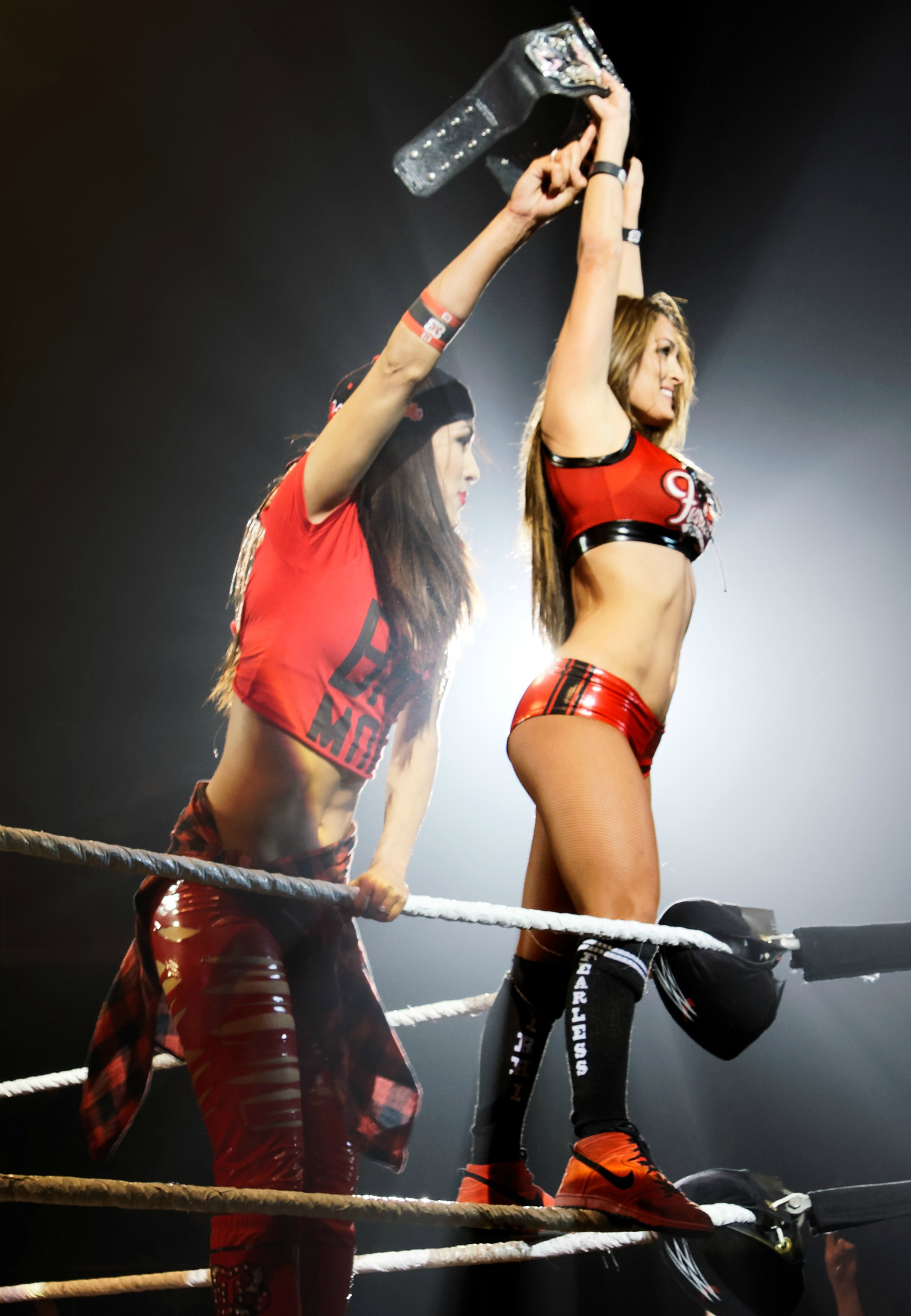
Brie (izquierda) posando junto a Nikki (derecha) con el Campeonato de Divas en 2015.

El 26 de abril, después de que Nikki, con la ayuda de Brie, una vez más retuvo su título contra Naomi en Extreme Rules comenzó una pelea, con Naomi alineándose con el regreso de Tamina para igualar las probabilidades contra las Bellas, que comenzaron a mostrar características más heroicas; este cambio de carácter fue criticado como «repentino», «aleatorio» y «sin razón». Esto llevó a un combate de equipo entre los dos equipos el 17 de mayo, en Payback, el cual Naomi y Tamina ganaron. Dos semanas después, en Elimination Chamber, Nikki retuvo su título contra Naomi y Paige en un combate de triple amenaza, con Brie expulsada del ring.
En junio, las Bella Twins se convirtieron en villanos una vez más al emplear el Twin Magic, lo que ayudó a Nikki a retener el título contra Paige en el episodio del 1 de junio de Raw en Money in the Bank. Durante la pelea con Paige, Alicia Fox se alió con ellas para formar el Team Bella. En The Beast in the East el 4 de julio, Nikki retuvo el título contra Paige y Tamina. Después de semanas de que el Team Bella superara en número a Paige, Naomi y Tamina, Stephanie McMahon pidió una «revolución» en la división WWE Divas y presentó a las debutantes Charlotte y Becky Lynch como aliadas de Paige, mientras que la ganadora del NXT Women's Championship, Sasha Banks, debutó como una aliada de Naomi. y Tamina, lo que llevó a una pelea entre los tres equipos. Nikki luego perdió ante Charlotte en un combate por parejas en el episodio del 3 de agosto de Raw, y contra Banks en el episodio del 17 de agosto de Raw en un combate sin título. Los tres equipos se enfrentaron el 23 de agosto en SummerSlam en un partido de eliminación de tres equipos, en el que el Team Bella eliminó primero al Team B.A.D., antes de la victoria del Team PCB.
En el episodio del 14 de septiembre de Raw, Nikki defendió su título contra Charlotte, quien cubrió a Brie después de que las gemelas cambiaron de lugar para ganar el partido; sin embargo, dado que el título no puede cambiar de manos por descalificación, Nikki retuvo el campeonato y, en el proceso, se convirtió en la campeona del Divas Championship con la duración más larga de la historia del evento, superando el récord anterior de AJ Lee de 295 días. Nikki perdió el campeonato ante Charlotte, el 20 de septiembre, en Night of Champions, terminando su reinado a los 301 días, y no pudo recuperar el título en una revancha el 25 de octubre en Hell in a Cell.
Poco después, Nikki entró en un receso de televisión debido a una lesión en el cuello que requeriría cirugía, pero regresó por una noche el 21 de diciembre para aceptar el Slammy Award a la Diva del año. Durante este tiempo, Brie continuó compitiendo en competencias individuales y en combates de equipo con Fox.
Después de derrotar a Charlotte en una pelea sin título en el episodio del 1 de febrero de Raw, Brie recibió una pelea por el Divas Championship en Fastlane el 21 de febrero, donde no pudo capturar el título. Durante ese tiempo, el Team Bella se disolvió en silencio y tanto Brie como Fox hicieron la transición a los favoritos de los fanáticos.

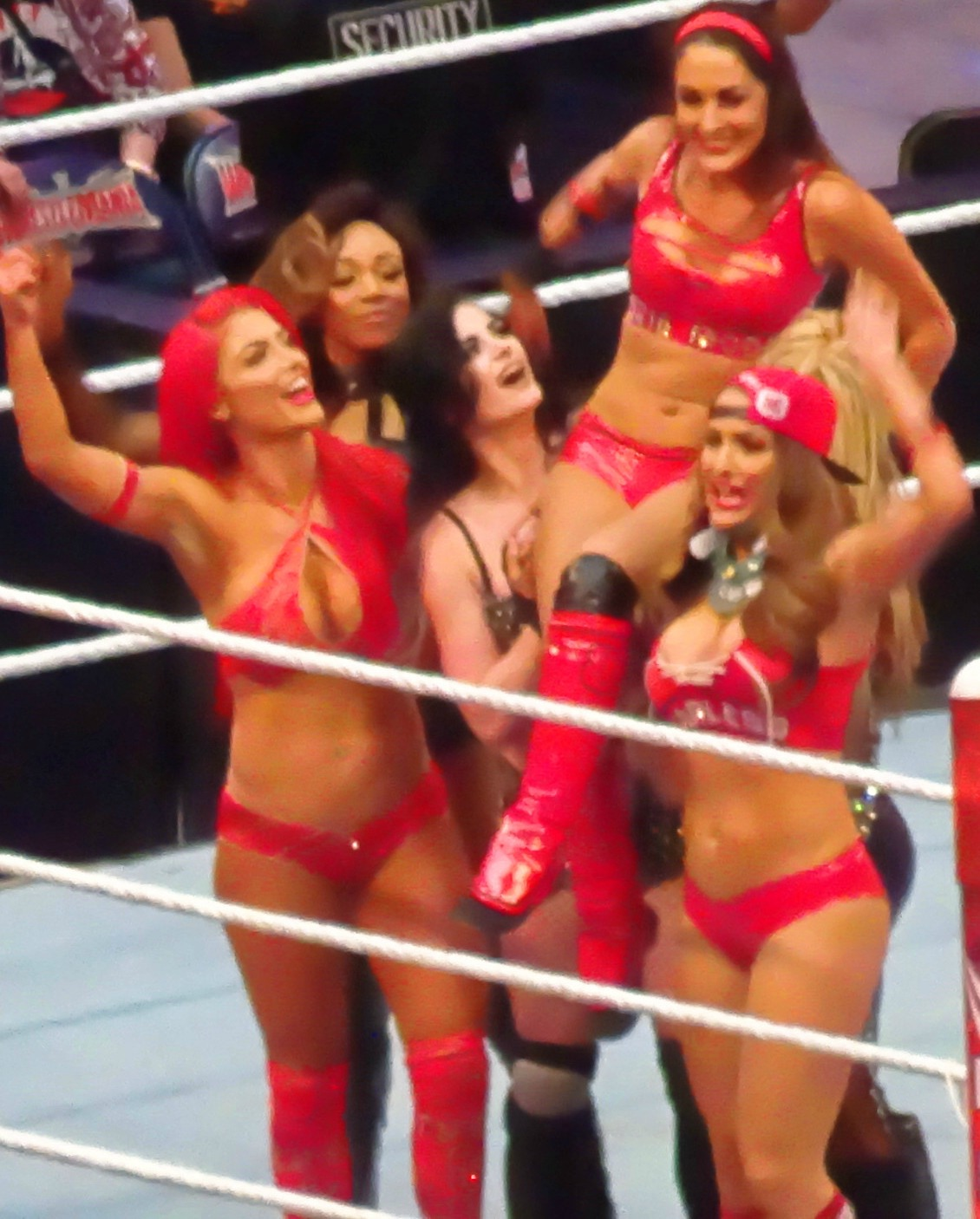
Brie celebrando su victoria junto a su hermana Nikki y sus compañeras coprotagonistas de Total Divas en el show inaugural de WrestleMania 32 en abril de 2016.

En marzo, Brie se enfrentó con Lana, quien argumentó que los fanáticos de Brie solo la apoyaron por lástima por tener un «mal marido», y luego la distrajeron y la atacaron durante y después de sus partidos. Brie luego se alineó con los miembros del reparto de Total Divas, Alicia Fox, Natalya, Paige y Eva Marie, mientras que Lana se alineó con el Team B.A.D. (Naomi y Tamina), Summer Rae y Emma, conduciendo a un combate por equipos de 10 divas en el show de inicio de WrestleMania 32, en el cual Total Divas ganaría después de que Naomi perdiera ante Brie.
Tres días después, el 6 de abril, Brie confirmó que se tomaría un descanso prolongado de la competencia dentro del ring, citando razones familiares, al tiempo que afirmó que continuaría trabajando para la WWE como embajadora.

#### Apariciones esporádicas (2018–2019)
Las Bella Twins regresaron para el 25.º aniversario de Raw el 22 de enero de 2018. Brie luego regresó a la competencia dentro del ring en Royal Rumble, ingresando en el número 28 en el partido inaugural Royal Rumble femenino, un número después de su hermana Nikki, quien la eliminaría del partido minutos después.
En SummerSlam, The Miz derrotó a Daniel Bryan después de una interferencia de la esposa de Miz, Maryse. En el siguiente episodio de SmackDown, Miz y Maryse salieron, con el primero burlándose del discurso del retiro de Bryan dos años antes. Brie y Bryan salieron y los confrontaron. Un combate mixto de equipo con Brie y Bryan contra The Miz y Maryse estaba programado para Hell in a Cell. En el evento, Brie y Bryan fueron derrotados cuando Maryse venció a Brie.
En WWE Super ShowDown el 6 de octubre, Brie se unió a su hermana Nikki y Ronda Rousey para derrotar a The Riott Squad. Dos noches después, en Raw, las Bellas y Rousey derrotaron a The Riott Squad en una revancha, y luego, Brie se unió a Nikki para atacar a Rousey, con Brie siendo una heel por primera vez desde noviembre de 2014. En el episodio del 10 de marzo de Total Bellas, Brie anunció que se retiraba de la lucha libre.
En la edición del 21 de febrero de 2020 de SmackDown, se anunció que Brie y su hermana gemela Nikki serán incluidas en el WWE Hall of Fame, durante el segmento A Moment of Bliss.

## Otros medios
Antes de trabajar en la WWE, las gemelas aparecieron en Meet My Folks. Ambas también aparecieron en el video musical de «Right Side of the Bed» de la banda Atreyu. También aparecieron en el video musical de «Na Na» de Trey Songz en 2014. Las gemelas hicieron una aparición especial en la serie de MTV, Ridiculousness en octubre de 2012.
Las gemelas protagonizaron la serie de televisión Psych, en el episodio de 2014 «A Nightmare on State Street». Nikki y Brie son parte del reparto principal del programa Total Divas, que comenzó a emitirse en julio de 2013, y también protagonizan su propia serie derivada titulada Total Bellas, que se estrenó en E! el 5 de octubre de 2016.
Nikki y Brie coprotagonizaron la película independiente de 2014, Confessions of a Womanizer, y proporcionaron voces para la película de 2015, The Flintstones & WWE: Stone Age SmackDown!.
Ambas gemelas aparecieron en el programa de YouTube de la WWE, The JBL & Cole Show. Nikki apareció en el concurso Miss USA 2013 como uno de los jueces famosos. Aparecieron en los MTV Europe Music Awards 2014, donde presentaron el premio a la «Mejor artista femenina». Las gemelas fueron nominadas a mejor de atleta femenina en los Teen Choice Awards 2015. Brie apareció junto a Paige, Natalya y la familia Chrisley en la 88.º Premios Óscar en la edición E! Countdown to the Red Carpet en febrero de 2016. En 2016, Brie y Nikki fueron elegidas como mejores atletas femeninas para los Teen Choice Awards 2016.
El 21 de noviembre de 2016, Brie y Nikki presentaron su nuevo canal de YouTube, The Bella Twins. El canal de las hermanas presenta videos diarios de moda, belleza, viajes, acondicionamiento físico, relaciones y salud, junto con blogs de videos diarios, creados por las mismas gemelas.
Las Bella Twins aparecieron en el video de iiSuperwomanii, "When Someone Tries to Steal Your BFF, el 2 de marzo de 2017.
El 21 de agosto de 2017, Brie y Nikki lanzaron su propia marca de vino llamada Belle Radici en colaboración con Hill Family Estates y Gauge Branding.
El 1 de noviembre de 2017, Brie y Nikki lanzaron Birdiebee, una marca de ropa íntima y de estilo de vida. La línea incluye prendas íntimas de transición, ropa deportiva y ropa de salón destinadas a «empoderar y educar a las mujeres reflejando la pasión de las gemelas por la vida, la fuerza, la salud y el bienestar de las mujeres y la diversión».
El 28 de enero de 2019, Brie y Nikki lanzaron Nicole + Brizee, una línea de belleza y cuerpo.
El 27 de marzo de 2019, Brie y Nikki lanzaron su propio podcast.
Las Bella Twins han aparecido en nueve videojuegos de la WWE. Hicieron su debut en el juego WWE SmackDown vs. Raw 2010 y aparecieron en WWE SmackDown vs. Raw 2011, WWE '12 (DLC), WWE '13, WWE 2K14 (DLC), WWE 2K15, WWE 2K16, WWE 2K17, WWE 2K18, WWE 2K19 y WWE 2K20.

## Vida personal
En septiembre de 2013, reveló su compromiso con el luchador profesional Bryan Danielson, más conocido como Daniel Bryan. La pareja se casó el 11 de abril de 2014. El 5 de octubre de 2016, Bella anunció que la pareja esperaba su primer hijo. Dio a luz a una niña el 9 de mayo de 2017 llamada Birdie Joe Danielson. Bella y su esposo son vegetarianos.
El 29 de enero de 2020, Bella anunció que estaba esperando su segundo hijo junto con su hermana gemela Nikki Bella, quien también anunció su embarazo el mismo día. Sus hijos finalmente nacieron con un día de diferencia. Nikki dio a luz a un niño el 31 de julio de 2020 y Brie dio a luz a un niño el 1 de agosto de 2020.

## Filmografía
| Cine          | Cine                                        | Cine               | Cine                                                                                        |
| Año           | Título                                      | Papel              | Notas                                                                                       |
| ------------- | ------------------------------------------- | ------------------ | ------------------------------------------------------------------------------------------- |
| 2014          | Confessions of a Womanizer                  | Sally              | Comedia dramática dirigida y escrita por Miguel Ali.                                        |
| 2015          | The Flintstones & WWE: Stone Age SmackDown! | Brie Boulder (voz) | Película animada directa a vídeo dirigida por Spike Brandt y Tony Cervone.                  |
| Televisión    |                                             |                    |                                                                                             |
| Año           | Título                                      | Papel              | Notas                                                                                       |
| 2002/2003     | Meet My Folks                               | Desconocido        | [ 11 ]                                                                                      |
| 2011          | Clash Time                                  | Ella misma         | Episodio: «Turin» (temporada 1, episodio 9)                                                 |
| 2012          | Ridiculousness                              | Ella misma         | Episodio: «The Bella Twins» (temporada 2, episodio 16)                                      |
| 2012          | Clash Time                                  | Ella misma         | Episodio: «Mania Mania» (temporada 2, episodio 3)                                           |
| 2013–19       | Total Divas                                 | Ella misma         | Elenco principal (temporadas 1–8) Guest (season 9)                                          |
| 2014          | Psych                                       | Ella misma         | Episodio: «A Nightmare on State Street» (temporada 8, episodio 9)                           |
| 2016          | E! Countdown to the Red Carpet              | Ella misma         | 88.º Premios Óscar Premios Primetime Emmy de 2016                                           |
| 2016–presente | Total Bellas                                | Ella misma         | Elenco principal (temporadas 1–presente) Productora ejecutiva                               |
| 2018          | Drop the Mic                                | Ella misma         | Episodio: «WWE Superstars vs. GLOW / Laila Ali vs. Chris Jericho» (temporada 2, episodio 9) |
| 2018          | Miz & Mrs.                                  | Ella misma         | Episodio: «A Simple Mizunderstanding»                                                       |
| 2020          | The Substitute                              | Ella misma         | Episodio 1.5                                                                                |
| 2024          | AEW: Close Up with Renee Paquette           | Ella misma         | 25 August                                                                                   |

### Videos musicales
| Año  | Título                | Artista      |
| ---- | --------------------- | ------------ |
| 2004 | Right Side of the Bed | Atreyu       |
| 2014 | Na Na                 | Trey Songz   |
| 2017 | Hollywood             | Sophia Grace |

## Campeonatos y logros
- Pro Wrestling Illustrated

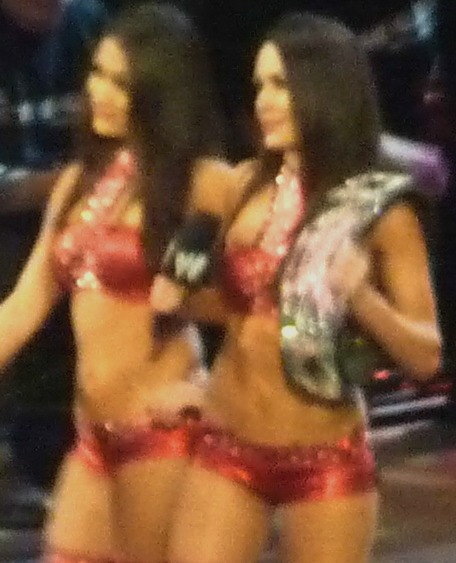
Brie (derecha) fue campeona de WWE Divas Championship.

  - Clasificada en el puesto 11 de las 50 mejores luchadoras en el PWI Female 50 en 2015.[202]
- Teen Choice Awards
  - Mejor Atleta Femenina (2016)[203] – con Nikki Bella
- Wrestling Observer Newsletter
  - Peor rivalidad del año (2014) Brie vs. Nikki[204]
  - Peor rivalidad del año (2015) Team PCB vs. Team B.A.D. vs. Team Bella[205]
  - Peor lucha del año (2013) con Nikki Bella, Cameron, Eva Marie, JoJo, Naomi, y Natalya vs. AJ Lee, Aksana, Alicia Fox, Kaitlyn, Rosa Mendes, Summer Rae y Tamina Snuka el 24 de noviembre[206]
- WWE
  - WWE Divas Championship (1 vez)[63]
  - Slammy Awards (3 veces)
    - Pareja del año (2013, 2014) – con Daniel Bryan[207][208]
    - Diva del año (2013)[209] – el premio fue compartido con Nikki Bella

  - WWE Hall of Fame (Class of 2020)